# Leucaspis fulchironiae
Leucaspis fulchironiae är en insektsart som först beskrevs av Jean Baptiste Boisduval 1867.  Leucaspis fulchironiae ingår i släktet Leucaspis och familjen pansarsköldlöss.
Artens utbredningsområde är Luxemburg. Inga underarter finns listade i Catalogue of Life.